# Liceu de Galatasaray

Logotipo atual do Liceu de Galatasay

O Liceu de Galatasaray (em turco: Galatasaray Lisesi) é uma das escolas secundárias mais prestigiadas, influentes e antigas de Istambul, Turquia. Situa-se no bairro homónimo, no distrito de Beyoğlu, na área histórica da cidade a norte do Corno de Ouro.
A instituição é herdeira da antiga "Escola Imperial Mekteb-i Sultani", fundada em 1481 pelo sultão Bajazeto II, e é a terceira instituição de ensino mais antiga da Turquia, a segunda escola secundária mais antiga e a mais antiga escola de ensino de tipo ocidental. Sendo uma escola secundária "anatólia" (de índole mais científico e profissionalizante do que as escolas comuns), o acesso à escola é controlada por uma classificação de âmbito nacional. É a única escola secundária pública francófona do país — todas as aulas de disciplinas científicas são dadas em francês, na maior parte das vezes por professores franceses, enquanto que as restantes matérias são geralmente ministradas em turco por professores turcos.
O Galatasaray Spor Kulübü, um dos clubes de futebol turco com mais sucesso, foi formado neste liceu; todos os primeiros jogadores e dirigentes do clube foram alunos da escola, a qual ainda é um dos mais importantes membros da "Comunidade de Galatasaray", uma instituição que congrega as organizações que tiveram origem no liceu e da qual também fazem parte o Galatasaray S.K. e da Universidade de Galatasaray.
O nome Galatasaray significa "palácio de Gálata". Gálata é o nome do bairro próximo, onde se situava a colónia medieval genovesa.
O lema do Liceu de Galatasaray é (em francês: "J'aime la qualité, j'aime la superiorité, alors j'aime mon Lycée." (Amo a qualidade, amo a superioridade, por isso amo o meu liceu).

## História

### Primeiro período otomano (1481-1830)
A origem do Liceu Galatasaray remonta a 1481, quando o sultão Bajazeto II criou a Galata Sarayı Enderun-u Hümayunu (Escola Imperial do Palácio de Gálata). Conhecido como o "sultão pacífico", Bajazeto revitalizou istambul depois da conquista de 1453. Era frequente o sultão caminhar nas ruas da cidade disfarçado de cidadão ordinário. Segundo a lenda, numa dessas caminhadas ele descobriu um jardim perto de Gálata, cheio de rosas vermelhas e amarelas. Neste jardim ele conheceu Gül Baba (Pai Rosa), a quem pediu conselho sobre como melhorar o império e a cidade, as quais se enchiam de imigrantes de origens diversas. Gül Baba explicou-lhe que ele estava satisfeito com a cidade, o seu jardim de rosas e o reino do sultão, mas ficaria ainda mais feliz se existisse uma escola que educasse todos os estudantes independentemente da sua origem. Bajazeto ouviu Gül Baba atentamente e algumas semanas mais tarde voltou ao jardim com um édito que estabelecia a escola imperial nos terrenos anexos ao jardim de rosas, nomeando Gül Baba como seu diretor. Gül Baba esteve à frente da escola por muitos anos. A escola formava a maior parte dos futuros funcionários superiores da administração imperial otomana.
Gül Baba morreu durante o raide otomano à Hungria, tendo sido sepultado perto de Budapeste. Quando o exército otomano ia para a guerra, era acompanhado por dervixes e menestréis, para providenciarem apoio religioso e entretenimento. Os dervixes e menestréis também se armavam e se juntavam aos combates quando era necessário. Gül Baba era um desses dervixes. Os janízaros tinham grande apreço pelos dervixes da ordem Bektaşi, derivado a considerarem seu patrono Hacı Bektaş Veli, o fundador da ordem. O historiador alemão Theodor Menzel sugere que Gül Baba deve ser uma alcunha, já que a rosa simbolizava ser líder de um tekke (convento) Bektaşi.

### Escola de Medicina (1830-1868)
A Escola Imperial do Palácio de Gálata funcionou até à década de 1830, quando o movimento de reforma e reorganização (Tanzimat) aboliu o antigo estabelecimento. O sultão Mamude II (1808–1839) substituiu a Escola Imperial pela Escola Otomana de Medicina, onde a maioria dos professores eram franceses e a maioria das das aulas eram ministradas em francês. A escola de medicina funcionou no palácio por cerca de 30 anos.

### Período moderno (1868–1923)

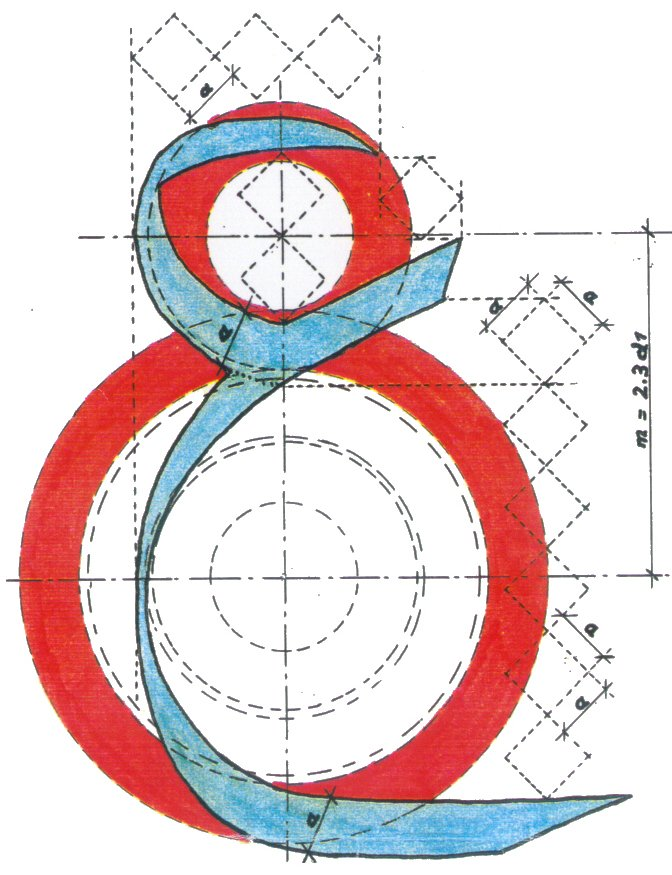
Primeiro logotipo do Liceu Galatasaray

O sultão Abdulazize (1861–1876)  foi o primeiro monarca otomano a viajar na Europa. Convidado por Napoleão III de França, em junho e julho de 1867 visitou a Exposição Universal de Paris; depois visitou a Rainha Vitória em Londres, Guilherme I na Prússia e Francisco José I em Viena. Abdulazize ficou impressionado com os sistema de ensino francês e no seu regresso a Istambul anunciou o "Édito da Educação Pública", que instituía o ensino gratuito e obrigatório para todas as crianças até aos 12 anos de idade. Em setembro de 1868, influenciado pelo modelo de liceu francês, foi criada uma escola com o nome "Liceu Imperial Otomano do Palácio de Gálata" (em turco: Galatasaray Mekteb-i Sultanisi). O francês era a principal língua de ensino e muitos professores eram europeus. Os estudantes incluiam membros de todas as religiões e e etnias do Império Otomano.
Muitos dos estudantes do liceu durante este período tornaram-se proeminentes estadistas, professores, altos funcionários e escritores, tanto no Império Otomano como nos países que dele fizeram parte. Alguns chegaram mesmo a à posições governamentais mais altas de países como a Grécia, Bulgária e Sérvia. A influência do liceu na Turquia moderna foi enorme. À medida que a necessidade de gestores, diplomatas e outros líderes com formação moderna e capacidade para lidar com o aparato administrativo ocidental se tornou cada vez maior, os diplomados de Galatasaray foram preenchendo esses cargos na política do Império Otomano e posteriormente da República. Por essas contribuições no sentido da ocidentalização do Oriente, o liceu foi apelidado de "Janela para o Ocidente".
Em 1905 o Galatasaray Spor Kulübü foi fundado por Ali Sami Yen e os seus amigos na sala de Literatura 5B do liceu. Ali Sami Yen fundou também o Museu de Galatasaray em 1868 ou 1905 (conforme as fontes), que além da história do clube desportivo tem também algumas peças históricas do liceu; desde 2009 que o museu ocupa a antiga estação de correios de Galatasaray, nas proximidades do liceu.

### Primeiro período republicano (1923-1992)
Com a abolição do Império Otomano e a proclamação da república em 1923, o nome da instituição foi mudado para Galatasaray Lisesi (Liceu de Galatasaray). O fundador da Turquia moderna, Atatürk, visitou Galatasaray em três ocasiões: 2 de dezembro de 1930, 28 de janeiro de 1932 e 1 de julho de 1933.
As aulas eram ministradas em francês e turco, havendo turmas de ensino primário (5 anos) e secundário (7 anos). Nos últimos quatro anos, além do francês, também o inglês e alemão faziam parte do currículo. A escola passou a admitir raparigas a partir de 1965 e atualmente 40% dos alunos são do sexo feminino.
Para suprir as necessidade de espaço para expansão, um dos edifícios principais do Palácio Feriye, à beira do Bósforo no bairro de Ortaköy foi entregue ao liceu.

### Sistema de educação integrada (1992-presente)
Nos anos 1990 foi iniciado um período de transformação em Galatasaray. A assinatura do Acordo bilateral turco-francês de 1992 conduziu à fundação da Universidade de Galatasaray. Com a adição de uma nova escola primária, as três unidades emergiram como componentes autónomos de um sistema de educação integrado sob a égide da universidade.
A admissão ao liceu é feita por exames de seleção. Os candidatos provenientes de outras escolas primárias fazem um exame centralizado e muito competitivo para poderem ser admitidos a um conjunto limitado de escolas públicas de elite, sendo Galatasaray uma delas. O liceu admite anualmente 100 estudantes do top 500 de cerca de um milhão de candidatos. Os estudantes que terminam o ensino primário em Galatasaray são sempre admitidos no ensino secundário caso passem num exame para o efeito. Os diplomados pelo liceu podem continuar os seus estudos na Universidade de Galatasaray, onde 25% das vagas estão reservadas para eles, mas são obrigados a fazer um exame de admissão.

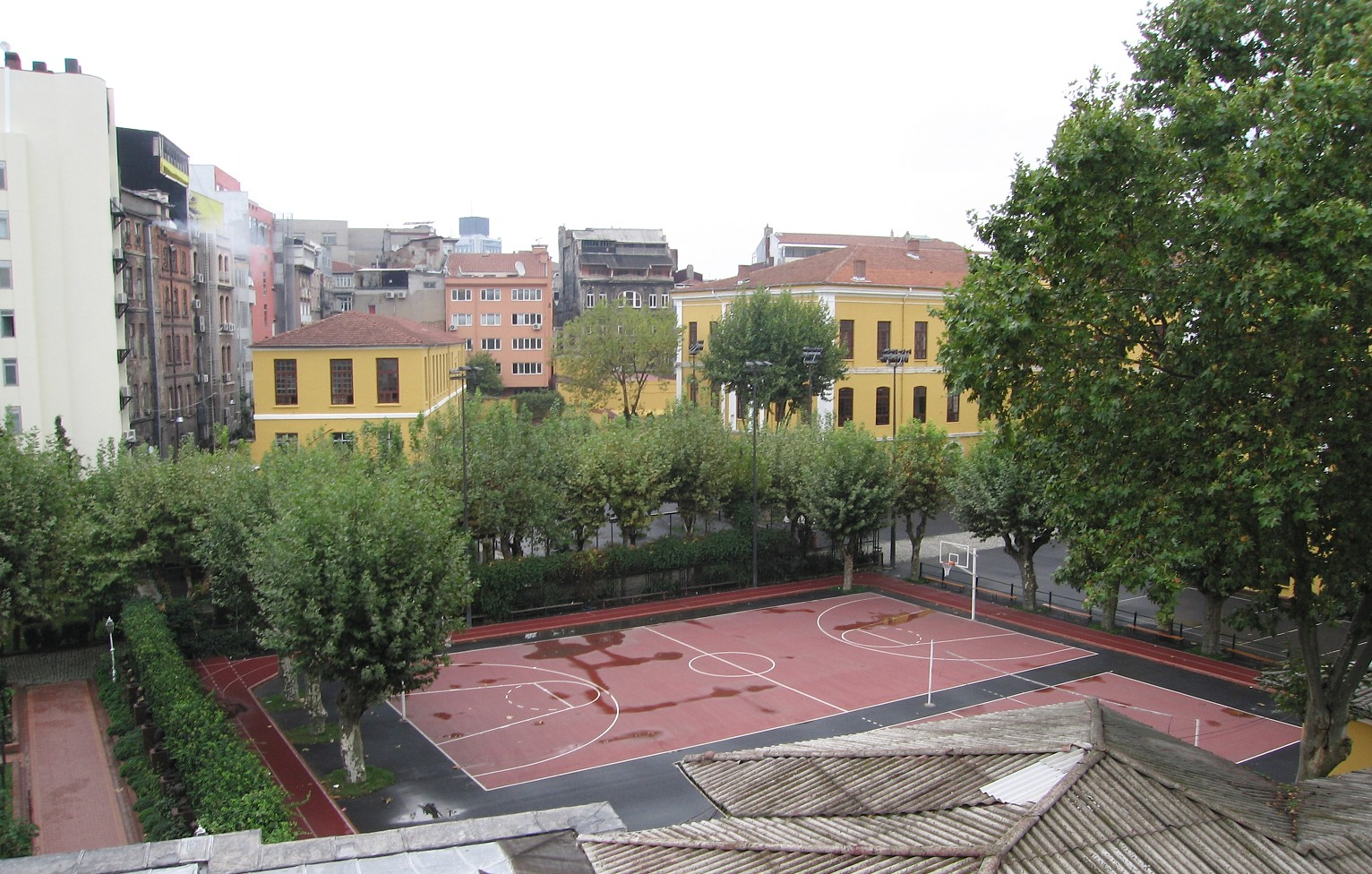
Instalações desportivas no interior do liceu

Até 1997, as aulas do Liceu de Galatasaray incluíam 8 anos: 5 anos do ensino básico obrigatório mais três anos de ensino secundário. No ano letivo de 2003/2004, com a passagem da escolaridade obrigatória na Turquia para 8 anos, passaram a existir apenas 5 anos em Galatasaray.
A escola funciona em regime de internato, o que contribui para que o corpo discente seja muito heterogéneo, havendo rapazes e raparigas de todas as partes da Turquia. O currículo atual é uma mistura dos currículos comuns na Turquia e na França, a que se somam algumas línguas adicionais e disciplinas opcionais. As disciplinas de literatura turca, geografia, história, ética e arte são ensinadas em turco. A disciplinas de literatura francesa, filosofia, sociologia, matemática e ciências são ensinadas em francês. Além disso, o inglês é ensinado nas escolas primárias turcas a partir do 6º ano, enquanto o italiano e o latim são ensinados no secundário. Os estudantes criaram um "clube de inglês" em 1997 que participa regularmente no Harvard Model United Nations Conferences.
O diploma do Lycée de Galatasaray (nome da escola em francês) é equivalente ao baccalaureate francês e os seus detentores são admitidos nas universidades francesas sem lhes ser exigido qualquer exame. Também não têm dificuldade em ser admitidos nas melhores universidades turcos ou até estrangeiras. Há 17 associações de ex-alunos (alumni) espalhadas pelo mundo, nove delas na Turquia e oito na Europa, América do Norte e África do Sul.